# Born in the U.S.A. (album)
Born in the U.S.A. è il settimo album in studio del cantautore rock statunitense Bruce Springsteen, pubblicato il 4 giugno 1984.

## Storia
L'album, registrato presso i Power Station e la Hit Factory di New York tra il gennaio 1982 e il marzo 1984, segna il ritorno di Springsteen alla musica rock, dopo la pubblicazione di Nebraska, un lavoro prevalentemente folk. Tuttavia, Born in the U.S.A. mantiene il lirismo del suo predecessore, riflettendo testi sul pessimismo e sull'isolamento; il brano Born in the U.S.A., sebbene possa essere scambiato per un inno patriottico, contiene una critica circa il coinvolgimento degli Stati Uniti nella guerra del Vietnam e, in particolare, il trattamento del paese riservato ai veterani di tale conflitto. Inoltre, rispetto a lavori precedenti, come Born to Run e Darkness on the Edge of Town, l'album, dominato dai sintetizzatori, è caratterizzato da un suono più commerciale, il quale aiutò Springsteen ad affermarsi come uno dei più importanti esponenti del panorama musicale mainstream degli anni ottanta.
Bruce Springsteen, in un'intervista a Rolling Stone nel dicembre 1984, disse sull'album:
C'è stato il Vietnam, c'è stato il Watergate, c'è stato l'Iran — siamo stati sconfitti, ci hanno fatto pressione e per finire siamo stati umiliati. 
Penso che la gente abbia bisogno di provare sentimenti positivi nei confronti del proprio Paese. 
Ciò che sta accadendo ora, a mio parere, è che questo bisogno — che è una cosa bella — viene manipolato e sfruttato. 
Vedi la campagna elettorale di Reagan in TV: "It's morning in America", è mattina in America. 
E ti viene da dire, be', è mattina a Pittsburgh. Non è mattina sulla 125esima Strada a New York; è mezzanotte, ed è come se ci fosse una luna nefasta in alto nel cielo. 
Ecco perché quando Reagan ha fatto il mio nome in New Jersey l'ho percepita come un'altra manipolazione, e ho sentito il dovere di dissociarmi dalle parole gentili del presidente»

## Accoglienza
È stato l'album più venduto del 1985 negli Stati Uniti, nonché, con quindici milioni di copie vendute nel suo paese natale ed oltre trenta a livello globale, il lavoro di maggior successo commerciale di Springsteen.
Tutti i 7 singoli estratti sono entrati nella Top 10 di Billboard, in ordine cronologico: Dancing in the Dark, Cover Me, Born in the U.S.A./Shut Out the Light, I'm on Fire, Glory Days, I'm Goin' Down e My Hometown.

## Copertina
La copertina del disco riporta una fotografia del musicista ripreso di schiena con lo sfondo della bandiera a stelle e strisce.

## Tracce
Testi e musiche di Bruce Springsteen.
1. Born in the U.S.A. – 4:42
2. Cover Me – 3:23
3. Darlington County – 4:51
4. Working on the Highway – 3:15
5. Downbound Train – 3:40
6. I'm on Fire – 2:42
7. No Surrender – 4:03
8. Bobby Jean – 3:50
9. I'm Goin' Down – 3:31
10. Glory Days – 4:20
11. Dancing in the Dark – 4:04
12. My Hometown – 4:32

## Formazione
- Bruce Springsteen - voce, chitarra acustica ed elettrica, armonica a bocca, autore di testi e musiche
- Clarence Clemons - sassofono, percussioni, cori
- Roy Bittan - sintetizzatore, pianoforte, tastiera, cori
- Danny Federici - organo, pianoforte, glockenspiel, tastiera, cori, pianoforte in Born in the U.S.A.
- Garry Tallent - basso, cori
- Steven Van Zandt - chitarra aucustica, mandolino, cori
- Max Weinberg - batteria, percussioni, cori
- Richie "La Bamba" Rosenberg - cori in Cover Me e No Surrender
- Ruth Davis - cori in My Hometown

## Classifiche

### Classifiche settimanali
| Classifica (1984-85) | Posizione massima |
| -------------------- | ----------------- |
| Australia            | 1                 |
| Austria              | 1                 |
| Belgio               | 1                 |
| Canada               | 1                 |
| Danimarca            | 1                 |
| Finlandia            | 2                 |
| Francia              | 2                 |
| Germania             | 1                 |
| Giappone             | 6                 |
| Italia               | 2                 |
| Norvegia             | 1                 |
| Nuova Zelanda        | 1                 |
| Paesi Bassi          | 1                 |
| Regno Unito          | 1                 |
| Spagna               | 2                 |
| Stati Uniti          | 1                 |
| Svezia               | 1                 |
| Svizzera             | 1                 |

### Classifiche di fine anno
| Classifica (1984) | Posizione |
| ----------------- | --------- |
| Australia         | 7         |
| Canada            | 1         |
| Nuova Zelanda     | 2         |
| Classifica (1985) | Posizione |
| Australia         | 2         |
| Austria           | 3         |
| Canada            | 7         |
| Francia           | 19        |
| Germania          | 1         |
| Italia            | 3         |
| Nuova Zelanda     | 1         |
| Paesi Bassi       | 1         |
| Regno Unito       | 4         |
| Stati Uniti       | 1         |
| Svizzera          | 4         |
| Classifica (1986) | Posizione |
| Spagna            | 11        |
| Stati Uniti       | 16        |
| Classifica (2024) | Posizione |
| Portogallo        | 169       |